# روبرتو أكونيا (كرة سلة)
روبرتو أكونيا (بالإسبانية: Roberto Acuña)‏ مواليد 14 سبتمبر 1990، هو لاعب كرة سلة أرجنتيني. يلعب مع بنيارول في دوري كرة السلة الوطني الأرجنتيني كلاعب وسط. يبلغ طوله 6 قدم 10 بوصة (2.1 م). مثّل منتخب بلاده. شارك في دورة الألعاب الأولمبية الصيفية سنة 2016.

## روابط خارجية
- روبرتو أكونيا (كرة سلة) على موقع الاتحاد الدولي لكرة السلة (الإنجليزية)
- روبرتو أكونيا (كرة سلة) على موقع كرة السلة الأوروبية.كوم (الإنجليزية)
- روبرتو أكونيا (كرة سلة) على موقع ريلجم (الإنجليزية)
- روبرتو أكونيا (كرة سلة) على موقع بروبوليرز (الإنجليزية)
- روبرتو أكونيا (كرة سلة) على موقع سبورتس رفرنس (الإنجليزية)
- روبرتو أكونيا (كرة سلة) على موقع أوليمبيديا (الإنجليزية)
- روبرتو أكونيا (كرة سلة) على موقع اللجنة الأولمبية الأرجنتينية (الإسبانية)